# North American Grappling Association

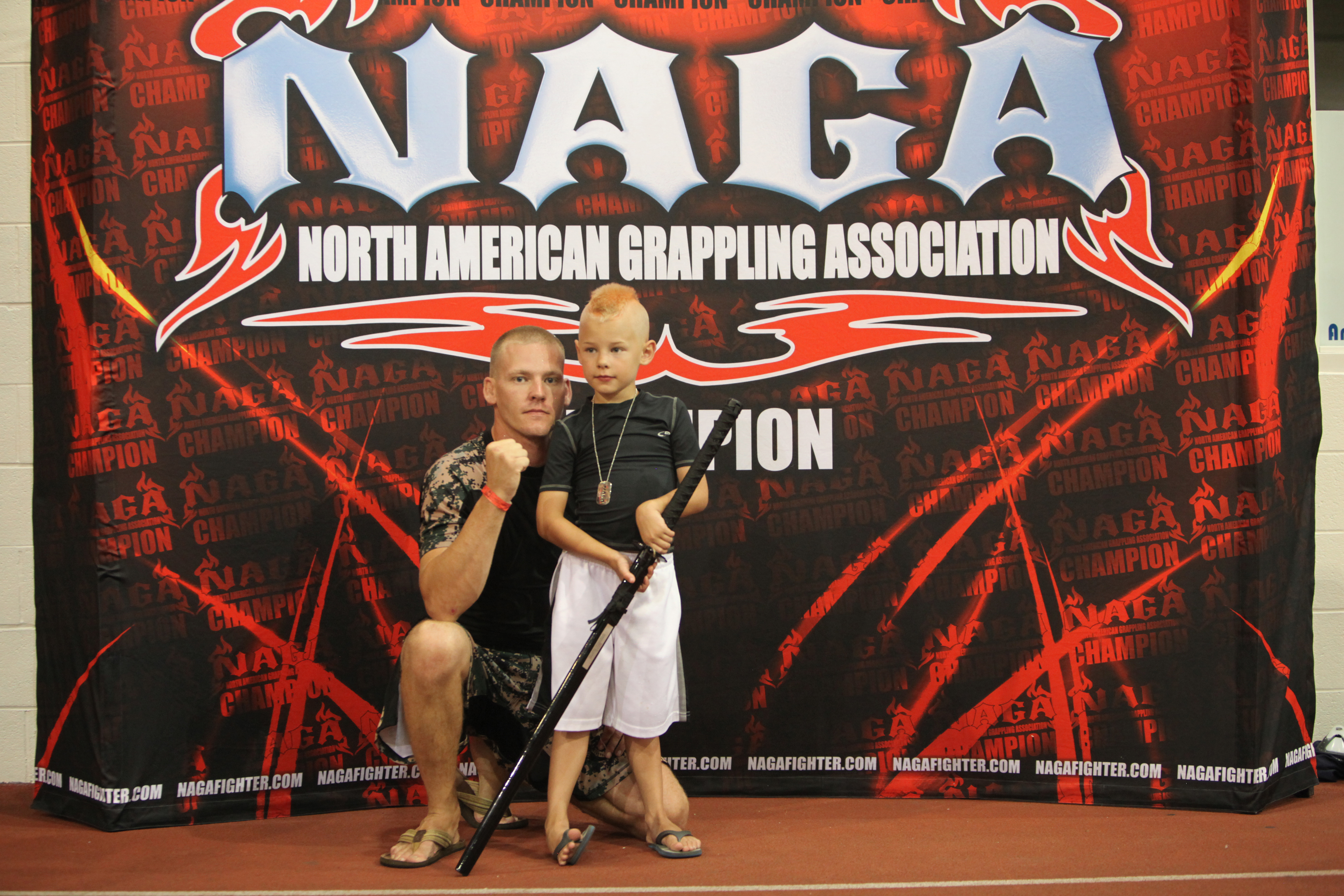
Ein Soldat der US-Streitkräfte vor dem Logo der NAGA, aufgenommen im Juni 2012

Die North American Grappling Association (NAGA) ist eine Organisation, die 1995 begann, Submission-, Grappling- sowie Brazilian-Jiu-Jitsu-Turniere in Amerika und Nordeuropa zu veranstalten. Die NAGA ist die größte Submission-Grappling-Vereinigung der Welt mit über 200.000 Teilnehmern weltweit, darunter berühmte Spitzensportler des Grappling und MMA.
NAGA-Grappling-Veranstaltungen beinhalten sowohl GI als auch NO-GI-Sparten („Divisions“). Für No-GI-Teilnehmer gibt es spezielle Regeln, die spezifisch für die NAGA entwickelt wurden. GI-Kämpfer treten unter weitgehend standardisierten Brazilian-Jiu-Jitsu-Regeln der IBJJF an (siehe Abschnitt Regelwerk). Die NAGA promotet ebenfalls Mixed-Martial-Arts-Kämpfe, die Reality Fighting genannt werden.

## Erfahrungsstufen
Wettkämpfer in NAGA-Veranstaltungen werden in Gewichtsklassen und Erfahrung unterteilt.
Die Erfahrung wird noch einmal in zwei Kategorien aufgeschlüsselt:
Adults/Masters/Directors/Executives, sowie Children/Teens, also Erwachsene/Meister/Direktoren/Führungskräfte sowie Kinder/Teenager.

### Adults/Masters/Directors/Executives
- Novice (Novizen): (6 Monate Kampfsporterfahrung)

- Beginner (Anfänger) (6 Monate bis zu 2 Jahren Kampfsporterfahrung)

- Intermediate (Mittelmäßig) (2 Jahre bis zu 5 Jahren Kampfsporterfahrung; BJJ Blaugurte sind Intermediates)

- Expert (Profi) (5 Jahre Kampfsporterfahrung; BJJ Lila-, Braun- und Schwarzgurte)

### Kinder & Teenager
- Novice (6 Monate und weniger Kampfsporterfahrung. Kinder dürfen keine Submissions ausführen)

- Beginner (6 Monate bis zu einem 1 Jahr Kampfsporterfahrung)

- Mittelmäßig (1 Jahr bis zu 2 Jahren Kampfsporterfahrung)

- Fortgeschrittene (2 Jahre bis zu 3 Jahren Kampfsporterfahrung)

- Expert (3 Jahre und darüber)

Gesamte Kampfsporterfahrung schließt ein (Aufzählung nicht ausschließlich:)
Wrestling, BJJ, Judo, Sambo, Jeet Kune Do, MMA etc. Jegliches Training, welches Grappling beinhaltet, wird zur Gesamterfahrung hinzugerechnet.

## Gewichtsklassen

### Männer & Master No-Gi & Gi, Weißgurte & Blaugurte
| Bezeichnung Gewichtsklasse | Oberes Limit         | Oberes Limit         |
| Bezeichnung Gewichtsklasse | in Pound (lb)        | in Kilogramm (kg)    |
| -------------------------- | -------------------- | -------------------- |
| Fliegengewicht             | 129.9                | 58.9                 |
| Bantamgewicht              | 139.9                | 63.5                 |
| Federgewicht               | 149.9                | 68.0                 |
| Leichtgewicht              | 159.9                | 72.5                 |
| Weltergewicht              | 169.9                | 77.1                 |
| Mittelgewicht              | 179.9                | 81.6                 |
| Halbschwergewicht          | 189.9                | 86.1                 |
| Cruisergewicht             | 199.9                | 90.7                 |
| Schwergewicht              | 224.9                | 102.                 |
| Super Schwergewicht        | Keine Gewichtsgrenze | Keine Gewichtsgrenze |

### Männer Gi Lila, Braun und Schwarz
| Bezeichnung Gewichtsklasse | Oberes Limit         | Oberes Limit         |
| Bezeichnung Gewichtsklasse | in Pound (lb)        | in Kilogramm (kg)    |
| -------------------------- | -------------------- | -------------------- |
| Leichtgewicht              | 154.9                | 70.3                 |
| Mittelgewicht              | 174.9                | 79.3                 |
| Cruisergewicht             | 199.9                | 90.7                 |
| Superschwergewicht         | Keine Gewichtsgrenze | Keine Gewichtsgrenze |

### Master’s Expert No-Gi & Gi Divisions (Alter 30 Jahre und drüber)
| Bezeichnung Gewichtsklasse | Oberes Limit         | Oberes Limit         |
| Bezeichnung Gewichtsklasse | in Pound (lb)        | in Kilogramm (kg)    |
| -------------------------- | -------------------- | -------------------- |
| Leichtgewicht              | 154.9                | 70.3                 |
| Mittelgewicht              | 174.9                | 79.3                 |
| Cruisergewicht             | 199.9                | 90.7                 |
| Superschwergewicht         | Keine Gewichtsgrenze | Keine Gewichtsgrenze |

### Men’s Director’s (40 Jahre +) & Executive (50 Jahre +) Divisions
- Diese Divisions werden veranstaltungsabhängig je nach Erfahrungslevel und Gewichtsklassen abhängig von der Anzahl der registrierten Teilnehmer gebildet.

### Frauen Gi & No-Gi
| Bezeichnung Gewichtsklasse | Oberes Limit         | Oberes Limit         |
| Bezeichnung Gewichtsklasse | in Pound (lb)        | in Kilogramm (kg)    |
| -------------------------- | -------------------- | -------------------- |
| Fliegengewicht             | 119.9                | 54.4                 |
| Leichtgewicht              | 134.9                | 61.2                 |
| Mittelgewicht              | 159.9                | 72.5                 |
| Halbschwergewicht          | Keine Gewichtsgrenze | Keine Gewichtsgrenze |

### Kinder No-Gi & Gi (13 Jahre und jünger)
| Bezeichnung Gewichtsklasse | Oberes Limit  | Oberes Limit      |
| Bezeichnung Gewichtsklasse | in Pound (lb) | in Kilogramm (kg) |
| -------------------------- | ------------- | ----------------- |
| Fliegengewicht             | 49.9          | 22.6              |
| Bantamgewicht              | 59.9          | 27.2              |
| Federgewicht               | 69.9          | 31.7              |
| Leichtgewicht              | 79.9          | 36.2              |
| Weltergewicht              | 89.9          | 40.8              |
| Mittelgewicht              | 99.9          | 45.3              |
| Halbschwergewicht          | 114.9         | 52.1              |
| Cruisergewicht             | 129.9         | 58.9              |
| Schwergewicht              | 149.9         | 68.0              |
| Superschwergewicht         | 179.9         | 81.6              |

### Teenager NO-GI & GI (14 bis 15 sowie 16 bis 17) Jahre
| Bezeichnung Gewichtsklasse | Oberes Limit         | Oberes Limit         |
| Bezeichnung Gewichtsklasse | in Pound (lb)        | in Kilogramm (kg)    |
| -------------------------- | -------------------- | -------------------- |
| Fliegengewicht             | 99.9                 | 45.3                 |
| Bantamgewicht              | 109.9                | 49.8                 |
| Federgewicht               | 119.9                | 54.4                 |
| Leichtgewicht              | 129.9                | 58.9                 |
| Weltergewicht              | 139.9                | 63.5                 |
| Mittelgewicht              | 149.9                | 68.0                 |
| Halbschwergewicht          | 159.9                | 72.5                 |
| Cruisergewicht             | 179.9                | 81.6                 |
| Schwergewicht              | 199.9                | 90.7                 |
| Superschwergewicht         | Keine Gewichtsgrenze | Keine Gewichtsgrenze |

## Regelwerk
Das Regelwerk der NAGA unterscheidet sich in einigen Punkten deutlich vom Standard-Regelwerk der International Brazilian Jiu Jitsu Federation (IBJJF)
In den Gi-Divisions lehnt es sich daran an; in No-Gi sind jedoch weitreichende Änderungen möglich.
Das offizielle Regelwerk der NAGA schreibt hierzu (aus dem Englischen ins Deutsche übersetzt), Seite 56 ff:

„(…) Ein kurzer Überblick über einige Unterschiede von NAGA-BJJ-Gi-Regeln, die sich von denen des IBJJF unterscheiden. Hinweis: Dies ist nur eine kurze Beschreibung der Nuancenunterschiede in NAGA-Gi-Wettbewerbsregeln und repräsentiert nicht jeden Unterschied!
(...)
- Die Gi-Farben sind nicht vorgeschrieben. Zum Beispiel kann ein schwarzes Oberteil mit roten Hosen (oder jeder möglichen Farbkombination) getragen werden.

- Sie können sich wiegen, ohne Ihren Gi zu tragen.

- Rash Guards (eine Art enganliegender „Trikots“ beim Grappling, Anm.) unter dem Gi sind erlaubt und gewünscht. T-Shirts sind nicht erlaubt.

- Die Kampfdauer kann sich nach Ermessen von NAGA ändern. Sie ist in den Gi- sowie NO-Gi-Divisions gleich.

- Lilagurt-Regeln für Erwachsene sind die gleichen wie in IBJJF, wenn in der Sparte ausschließlich Lilagurte vertreten sind. (Ab Lila ist die Division generell nach oben bis schwarz offen.) Wenn ein Braun- oder Schwarzgurt-Teilnehmer anwesend ist, gelten die Braun-/Schwarzgurt-Regeln.

- Weißgurte dürfen nur in die Guard springen, wenn sie gegen höhere Klassen (also blau, lila etc.) antreten.

- Tiefschutz ist für männliche Wettkämpfer erlaubt (und empfohlen).

- Kinder und Jugendliche Teilnehmer dürfen Guillotines (Kopfzug) anwenden und den Kopf des Gegners nach unten ziehen, um Triangle Chokes zu beenden: Auch ist die Guillotine aus dem Stand erlaubt, was nach den IBJJF-Regeln für Kinder und Jugendliche nicht der Fall ist.

- Kinder und Jugendliche dürfen den GI-Choke „Ezechiel“ anwenden.

- Kinder und Teenager dürfen einen Straight-Ankle-Lock-Fußhebel ansetzen.

- Kinder und Jugendliche dürfen den Schulterhebel „Omoplata“ anwenden.

- Kinder und Jugendliche dürfen die „Gogoplata“ verwenden (ausschließlich von unten, nicht aus der Mount).

Hinweis: Es gibt weitere Unterschiede bei der Einteilung der Regeln in Legal/Illegal in den Kids & Teens NAGA Gi Divisionen.
- In die Guard springen ist für alle Kinder und Jugendliche vom Novice bis zum Advance Level illegal. Teens Experts dürfen springen.

- Stalling (Stillstand, also die Tatsache, dass der Kampf festgefahren ist wenn ein Kämpfer in der Mount dominiert und es keine nennenswerte Bewegung mehr gibt) kann vom Schiedsrichter zurückgesetzt werden. Der Referee wird keinen Kämpfer zwingen, sich unnötigerweise zu bewegen und einen Verlust der Kontrolle zu riskieren. Bei offenkundigem und absichtlichen Stillstand wird dies jedoch bestraft(…)“

## Reality Fighting
NAGAs MMA Division, Reality Fighting, veranstaltet Mixed-Martial-Arts-Events in New Jersey sowie Massachusetts. Die Regeln werden von den states athletic commissions festgelegt.
Reality Fighting hat in der Vergangenheit Champions wie BJJ Schwarzgurt und UFC-Veteran Gabriel Gonzaga, sowie den derzeitigen Reality Fighting Light-Schwergewichts-Champion sowie Mike Stewart, welcher die US-Sendung „The Ultimate Fighter Television Show“ moderiert, hervorgebracht.
Bekannte Kämpfer, welche in Reality Fighting antraten, sind des Weiteren: Frankie Edgar, Joe Lauzon, Kenny Florian, Tim Sylvia, Jorge Rivera, Kurt Pellegrino, Jim Miller, Dan Miller, Rob Font, Joe Proctor, Matt Bessette, Josh Diekman, Josh Grispi, Anthony Porcelli, Joe Forentino und Angelo Riveria.